# Les Cases de la Serra
Les Cases de la Serra són una entitat de població disseminada i enclavament del municipi de Torrefeta i Florejacs (Segarra), separat de l'antic terme de Florejacs pel de Sanaüja. També limita amb els municipis de Vilanova de l'Aguda (la Noguera) i Pinell de Solsonès (El Solsonès). L'enclavament ocupa una superfície de 5,6 quilòmetres quadrats, situats en un petit altiplà a la riba dreta de la Rasa del Pujol. També inclou els masos del Mas del Pujol, Sant Pere del Pujol, Mas Garriga, Mas de la Vila i Cal Frare. Actualment hi viuen 4 habitants al disseminat.